# August Migette
Karl Joseph August Migette (* 18. Juni 1802 in Trier; † 30. Oktober 1884 in Longeville bei Metz, Landkreis Metz, Reichsland Elsaß-Lothringen) war ein deutsch-französischer Maler, Bühnenbildner, Kunstlehrer und Kunstsammler. 

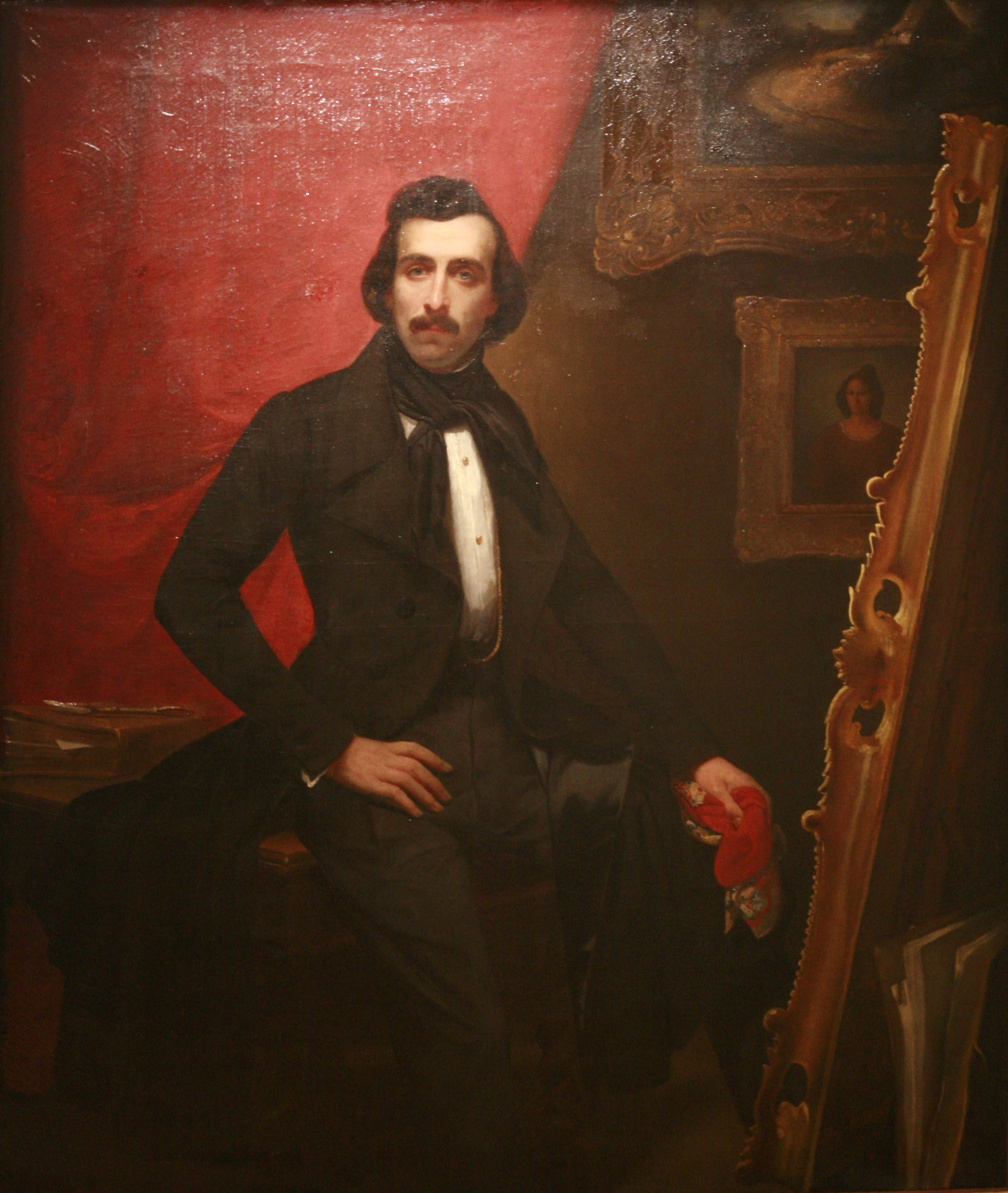
August Migette in jüngeren Jahren (Porträt, gemalt von Auguste Hussenot)

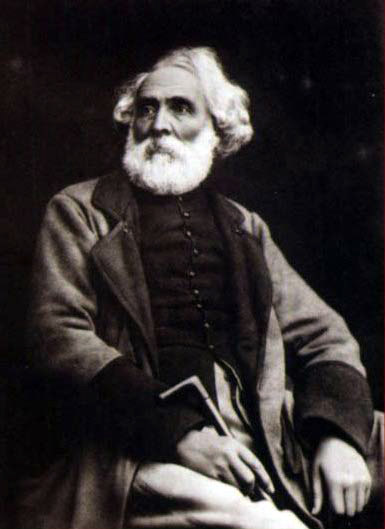
August Migette (Aufnahme 1838, Marmand Studio, Metz)

## Leben
August Migettes Geburt in Trier 1802 fiel in die „Franzosenzeit“, als im Zuge der Französischen Revolution der deutsche linke Niederrhein von Frankreich okkupiert und die Stadt dem Département de la Sarre (Saardepartement) zugeordnet worden war. Seine Eltern waren Hans Michael Migette und Antoinette Migette, geb. Neufforg. Nach dem Zusammenbruch des Französischen Kaiserreichs 1814 zog sich die Familie in die Stadt Metz in Lothringen zurück. August verrichtete dort zunächst Handlanger-Dienste beim französischen Militär und bezog dann 1818 die Metzer Kunsthochschule, an der er 1825 graduierte. Seine Studien setzte Migette anschließend in Paris fort.
Nach Metz 1831 zurückgekehrt, fand er am Theater eine Arbeit als Maler und Bühnenbildner, die er bis 1875 ausübte. Er erteilte auch Kunstunterricht an der Kunsthochschule. Sein Hauptinteresse galt der Geschichte und Landschaft der Moselregion. Als Künstler erwarb er sich den Ruf eines der bedeutendsten Geschichts-, Landschafts- und Trachtenmaler Lothringens. Er betätigte sich auch als Sammler von Kunstgegenständen. Seine umfangreiche Sammlung vermachte er durch Schreiben vom 10. Juni 1882 an den Stadtrat testamentarisch der Stadt Metz, die sie im Metzer Stadthaus (Musée Migette) aufbewahrte. Einen Auszug aus dem Sammlungskatalog veröffentlichte der Kunsthistoriker Kraus 1886. Seit 1951 befindet sich der künstlerische Nachlass in Metzer Museen.

## Schriften
- Étude sur la réorganisation de la France, après 1870 (veröffentlicht 1871 unter dem Pseudonym C. J. A. Me de Neuforge).

## Werke als Maler

Zeichnungen, Aquarelle, Ölgemälde (Auswahl)
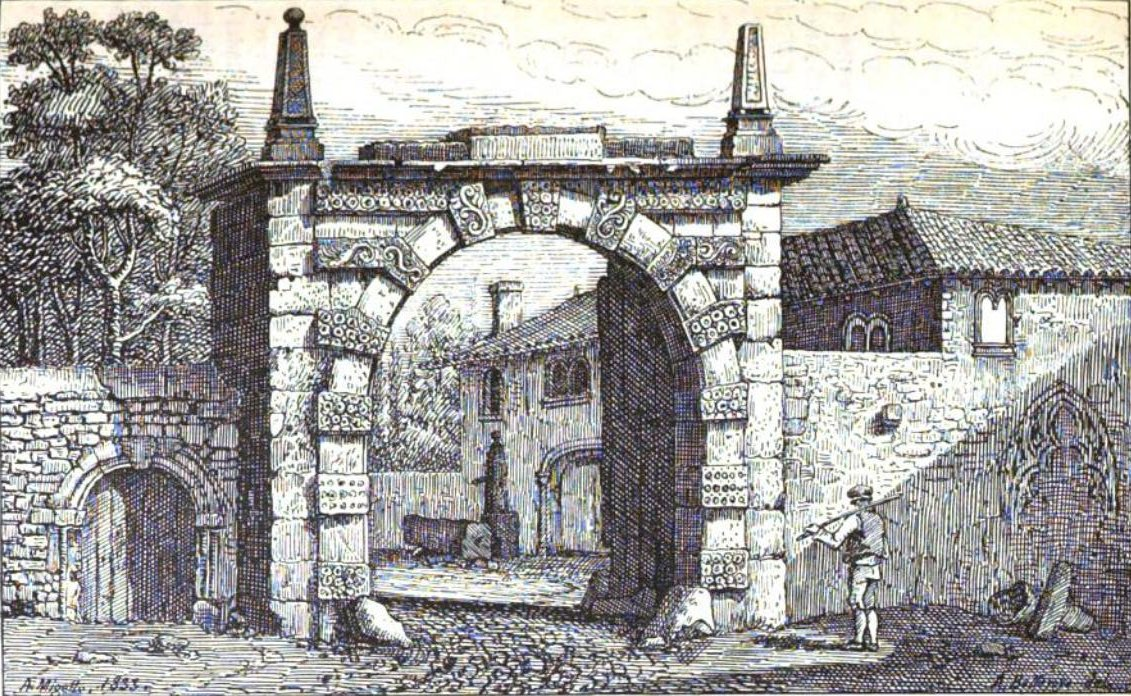
Renaissance-Tor des ehemaligen Schlosses in Goin, Lothringen (Zeichnung, 1833)
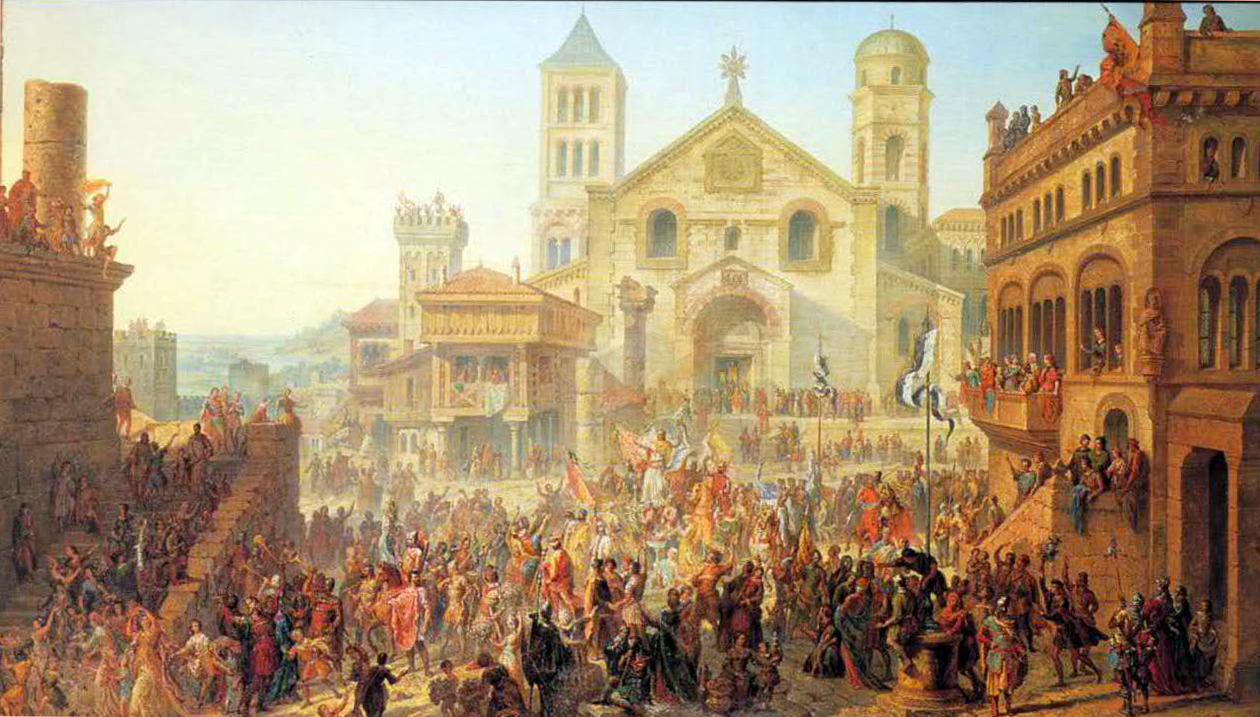
Wahl des Ratsvorsitzenden in Metz 1055 (Ölgemälde)
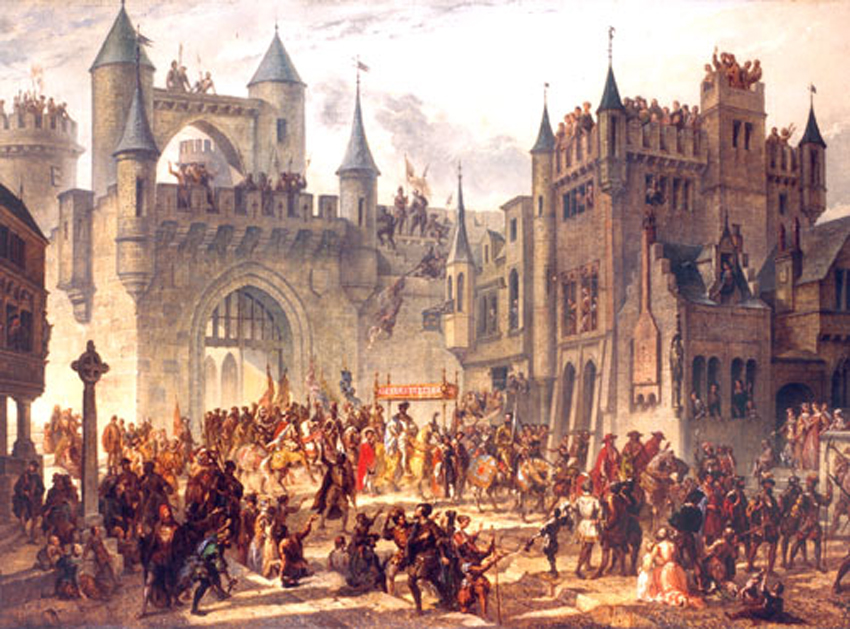
Einzug des französischen Königs Heinrich II. 1552 in die okkupierte Reichsstadt Metz (Ölgemälde)
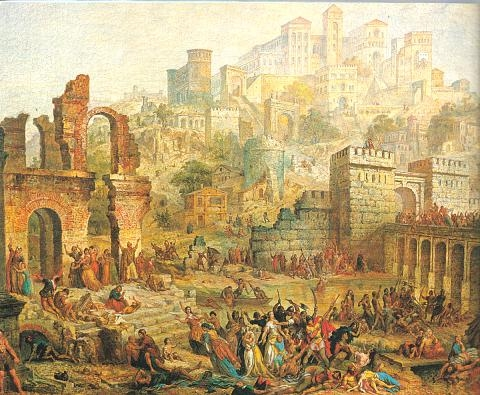
Judenpogrom in Metz 1096 während des Ersten Kreuzzugs (Ölgemälde, 1853)
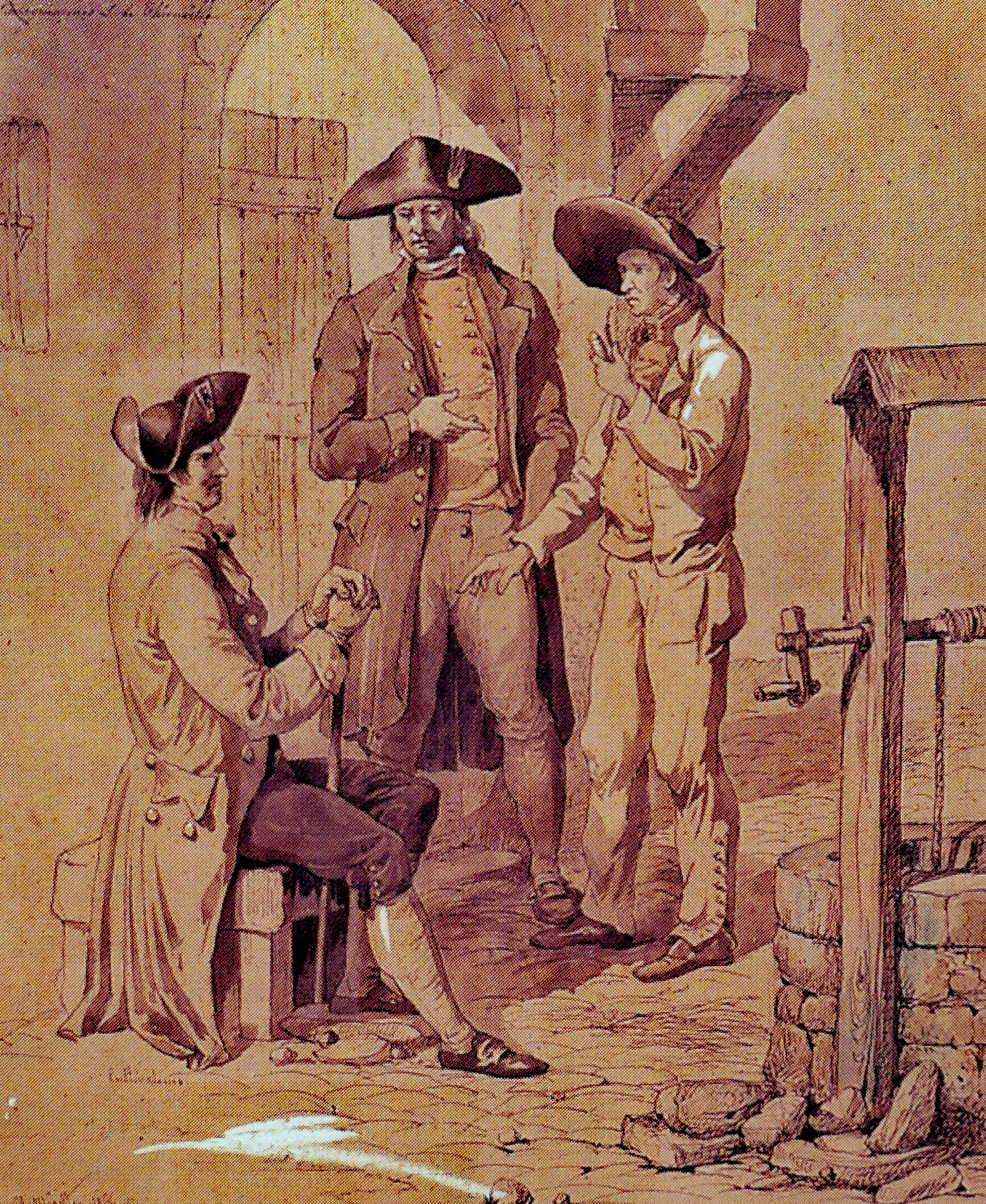
Traditionelle Kleidung in Deutsch-Lothringen (Aquarell, Mai 1866)